# Das gefrorene Meer
Das gefrorene Meer  ist ein Kurzfilm des österreichischen Schauspielers und Regisseurs Lukas Miko aus dem Jahr 2007.

## Handlung
Der achtjährige Marco leidet unter der ständigen Abwesenheit seines Vaters, eines Piloten. Die Beziehung des Vaters zu seiner Mutter ist erkennbar belastet, vor allem weil der Vater vorgeblich aus beruflichen Gründen das bevorstehende Weihnachtsfest nicht mit der Familie verbringen kann. Der Vater traut sich aber nicht, Marco das selbst zu sagen. Bevor er wegfährt, geht der Vater mit Marco auf einem Teich Schlittschuhlaufen und baut mit ihm einen Schneemann. Die gefrorene Wasserfläche und ein dort eingefrorener Fisch symbolisieren die frostige Distanz, die trotz aller Bemühungen zwischen dem Vater und seiner Familie herrscht.
Marco ist zunehmend vom Verhalten des Vaters irritiert, der ihn bei seinen Telefonaten wegschickt. Auch die Mutter scheint dem Vater wegen eines Geheimnisses, das Marco nicht versteht, immer stärkere Vorhaltungen zu machen. Als der Vater abreist sieht Marco im Kofferraum noch eine Spielzeugeisenbahn, die er für sein Weihnachtsgeschenk hält. Er träumt in der Nacht, dass er in der Badewanne taucht, die Wasserfläche plötzlich zu Eis wird und er darunter gefangen ist. Sein Vater versucht von oben das Eis zu zerschlagen.
Die Mutter fährt am nächsten Tag mit Marco zu einer Eislaufbahn. Während der Busfahrt dorthin glaubt Marco seinen Vater auf der Eisbahn zu sehen. Seine Mutter erklärt ihm aber, dass dieser doch in einer anderen Stadt sei. An der Haltestelle weist sie Marco an dort kurz zu warten und ruft außerhalb Marcos Hörweite den Vater an und befiehlt ihm sofort die Eisbahn zu verlassen, das sie jetzt mit Marco dorthin will.
An Heiligabend öffnet Marco voller Freude das Geschenk des Vaters, findet aber statt der erwarteten Spielzeugeisenbahn neue Schlittschuhe. Voller Enttäuschung verlässt er die Wohnung und versteckt sich am Teich. Seine Mutter kommt mit seinem Vater dort hingefahren und sie suchen ihn. Die Mutter macht dem Vater Vorwürfe, bis er sie schlägt. Marco, der sich weiter versteckt hält, beobachtet die Szene. Der Vater sagt, er müsse jetzt gehen und sie solle die Polizei rufen. Währenddessen versteckt sich Marco in dem Auto des Vaters und fährt unbemerkt mit ihm weg. Am Ziel betritt Marco eine Wohnung, in der der Vater hineingegangen ist und sieht dort die Spielzeugeisenbahn. Am Weihnachtsbaum sitzt der Vater mit einer fremden Frau und zwei Kindern, die ihn Papa nennen.
Jetzt begreift Marco, dass der Vater zwei Familien hat, eine mit seiner Ehefrau und zwei anderen Kindern und eine mit Marcos Mutter und ihm. Die Frau und die Kinder bemerken den Besucher als erste. Als der Vater Marco sieht, ist er auch jetzt nicht dazu fähig mit Marco zu sprechen. Dieser läuft aus der Wohnung hinaus. In der letzten Szene sieht man Marco die Straße entlanglaufen und seine Mutter, die in einem Polizeiwagen zu dem Haus gefahren war, läuft hinterher.

## Auszeichnungen
- Lola, Bester dt. Kurzspielfilm des Jahres 2007
- Deutscher Kurzfilmpreis in Gold
- FBW-Prädikat BESONDERS WERTVOLL, Kurzfilm des Monats März 2007
- Publikumspreis Dresdner Filmfest 2007
- Publikumspreis Alpinale 2007
- Best of Fest Selection Palm Springs 2007, Palm Springs International ShortFest, USA
- Bamberger Kurzfilmtage, Orlandopreis der Jugendjury